# Milan Indoor 1994
Il Milan Indoor 1994 è stato un torneo di tennis giocato sul sintetico indoor. È stata la 17ª edizione del Milan Indoor, che fa parte della categoria Championship Series nell'ambito dell'ATP Tour 1994. Si è giocato a Milano, Italia, dal 7 al 14 febbraio 1994.

## Campioni

### Singolare
Boris Becker ha battuto in finale  Petr Korda con il punteggio di 6–2, 3–6, 6–3

### Doppio
Tom Nijssen /  Cyril Suk hanno battuto in finale  Hendrik Jan Davids /  Piet Norval con il punteggio di 4–6, 7–6, 7–6